# Nentwigia
Nentwigia là một chi nhện trong họ Linyphiidae.